# Schausia greenawayae
Schausia greenawayae är en fjärilsart som beskrevs av Stoneham 1963. Schausia greenawayae ingår i släktet Schausia och familjen nattflyn. Inga underarter finns listade.